# Kuiper Airborne Observatory

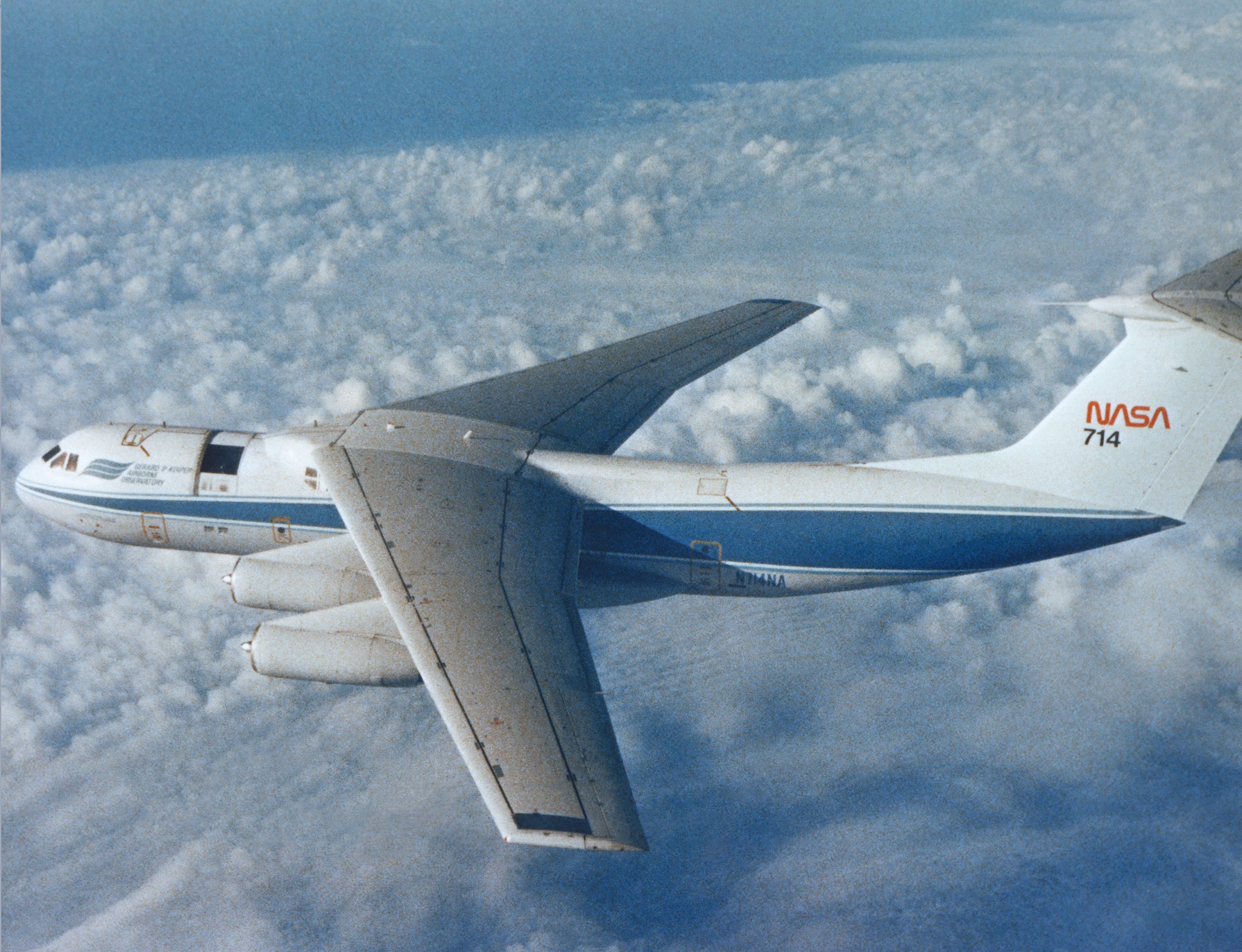
Kuiper Airborne Observatory der NASA

Das Kuiper Airborne Observatory (KAO) war ein nach Gerard Peter Kuiper benanntes Cassegrain-Teleskop mit 91,5 Zentimeter Spiegeldurchmesser, welches in einem umgebauten Militärtransporter vom Typ Lockheed C-141A untergebracht war. Es wurde von 1974 bis 1995 von der NASA hauptsächlich für die Infrarotastronomie eingesetzt. Mit dem KAO wurden unter anderem am 10. März 1977 bei der Bedeckung des Sterns SAO 158687 durch den Planeten Uranus die Uranusringe entdeckt.
Die Idee, ein Infrarotteleskop an Bord eines Flugzeugs unterzubringen, geht auf G. Kuiper zurück. Erstmals realisiert wurde dies in den 1960er Jahren, als mit einem kleinen Infrarotteleskop durch ein Fenster des NASA-Forschungsflugzeugs Galileo hindurch astronomische Beobachtungen angestellt wurden.
Direkter Vorgänger des KAO war das 1967 in Betrieb genommene Lear Jet Observatory (LJO). Hierbei handelte es sich um ein Flugzeug vom Typ Learjet 24, bei dem ein Kabinenfenster entfernt und durch eine Öffnung für ein Infrarotteleskop mit 30 Zentimeter Spiegeldurchmesser ersetzt worden war.
Das Kuiper Airborne Observatory wurde 1995 außer Dienst gestellt und war zumindest bis Anfang 2019 im Moffett Field Historical Society Museum am Moffett Federal Airfield zu besichtigen.
Danach erhielt LJO 1998 zwei neue Kameras, nun schon digital und durch Öffnungen in der Oberseite der Zelle nach oben sehend. Der Nachfolger SOFIA führte Ende 2010 erste Beobachtungen durch.

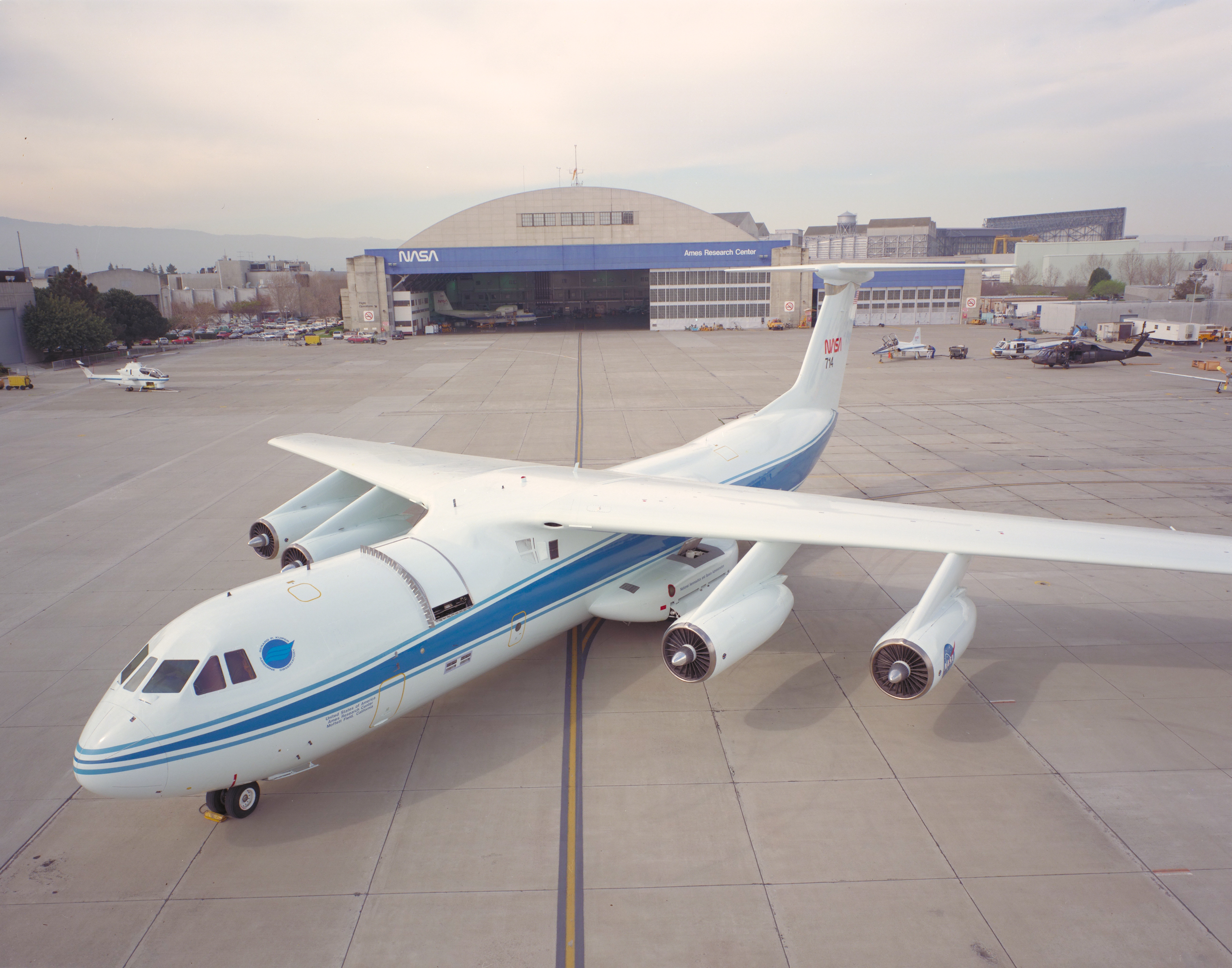
C-141A NASA-714 KAO
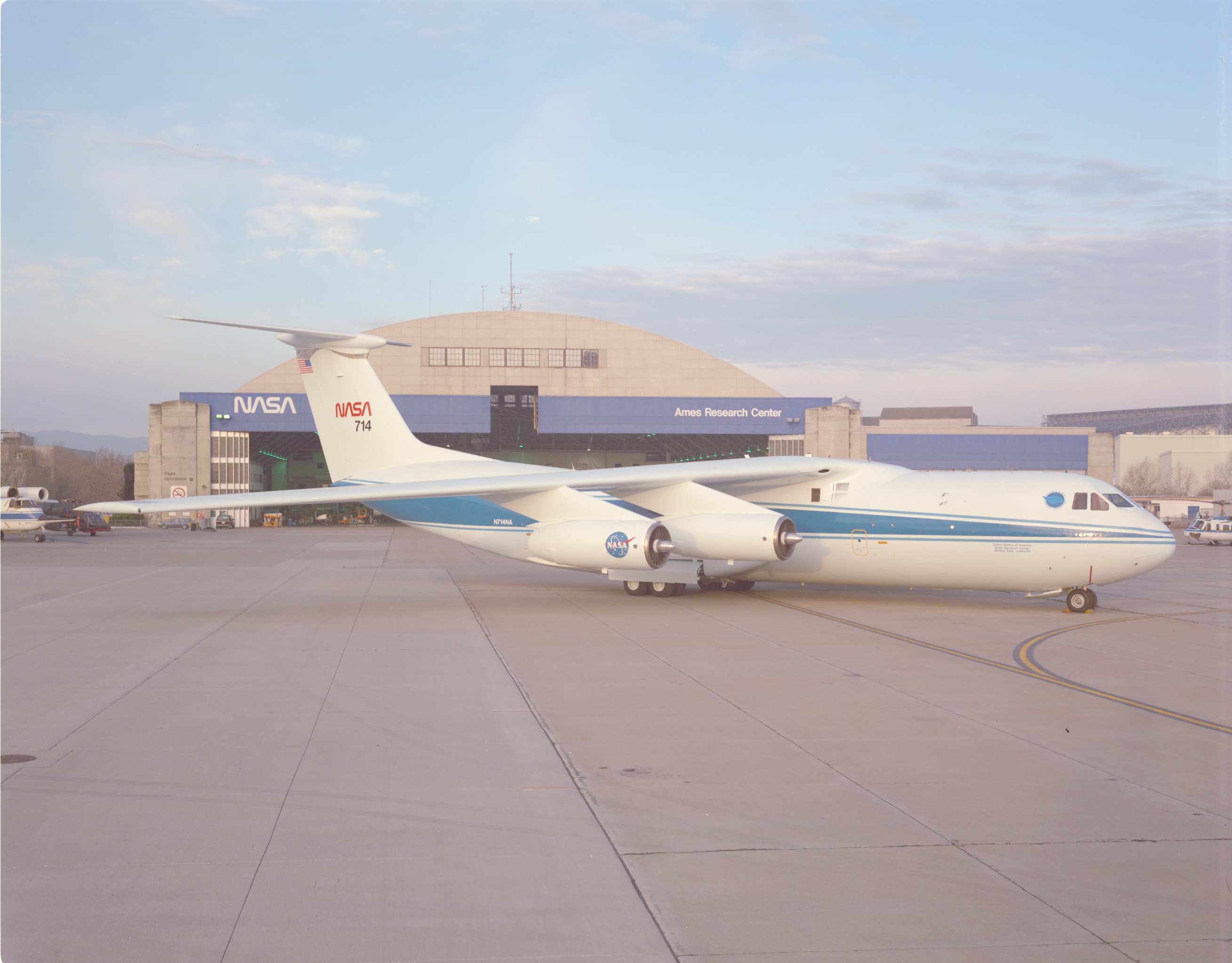
C-141A NASA-714 KAO
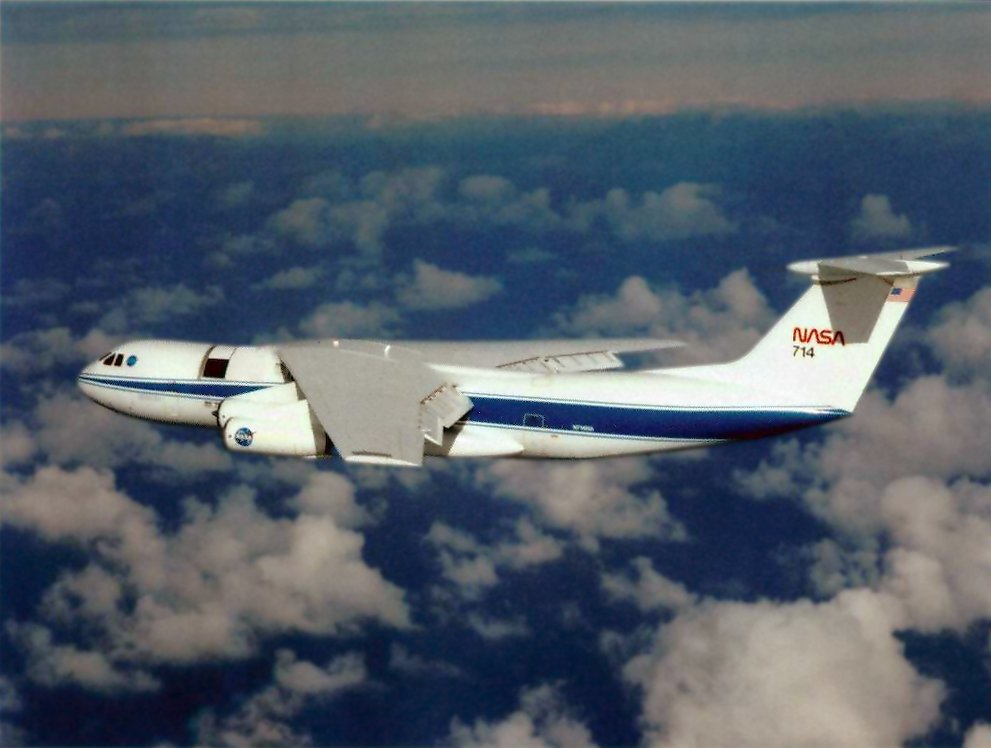
KAO im Flug
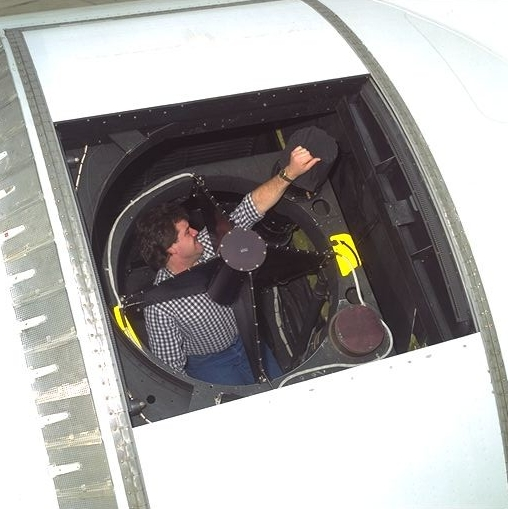
Teleskop des KAO mit Techniker
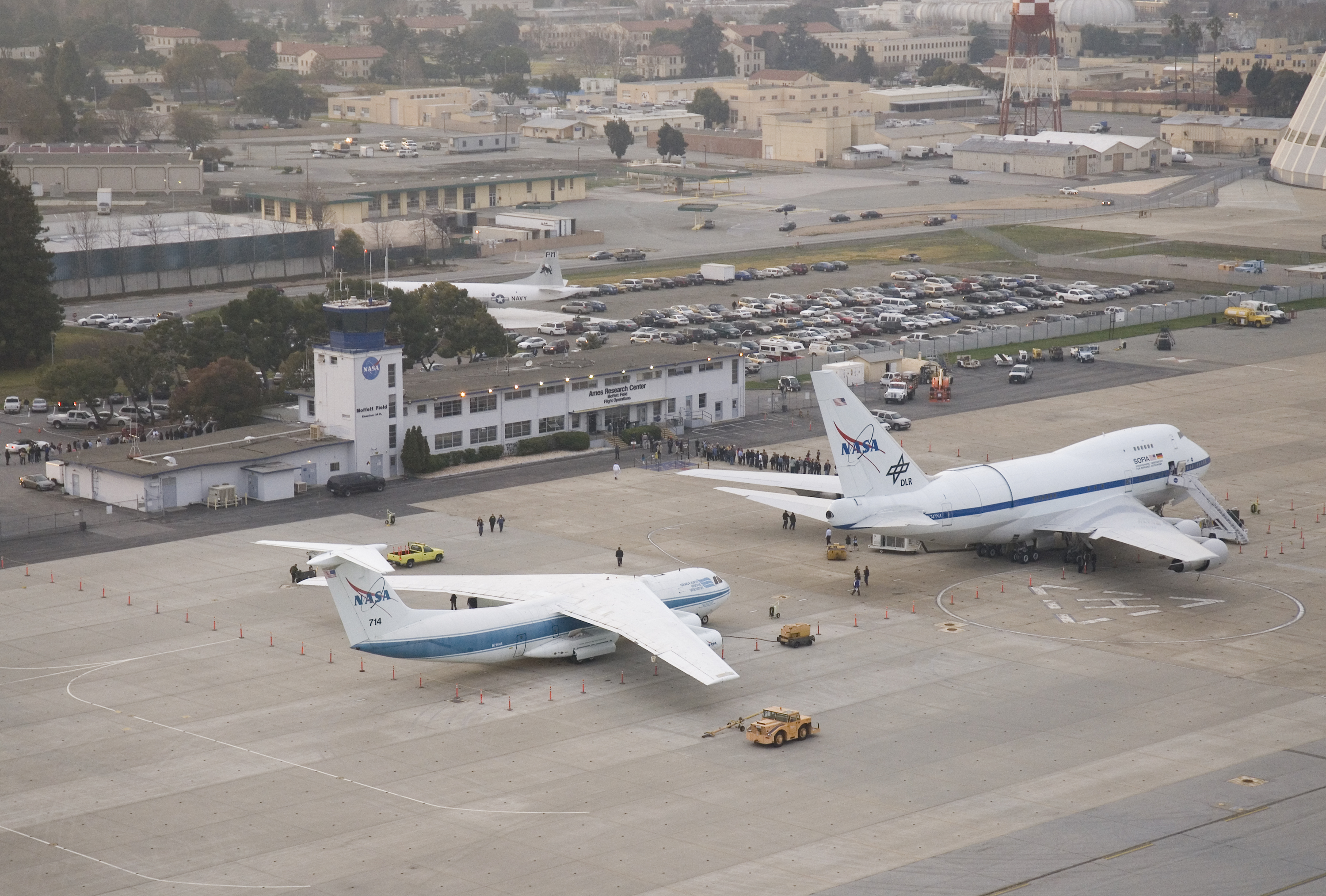
KAO und SOFIA, Ames Research Center 2008
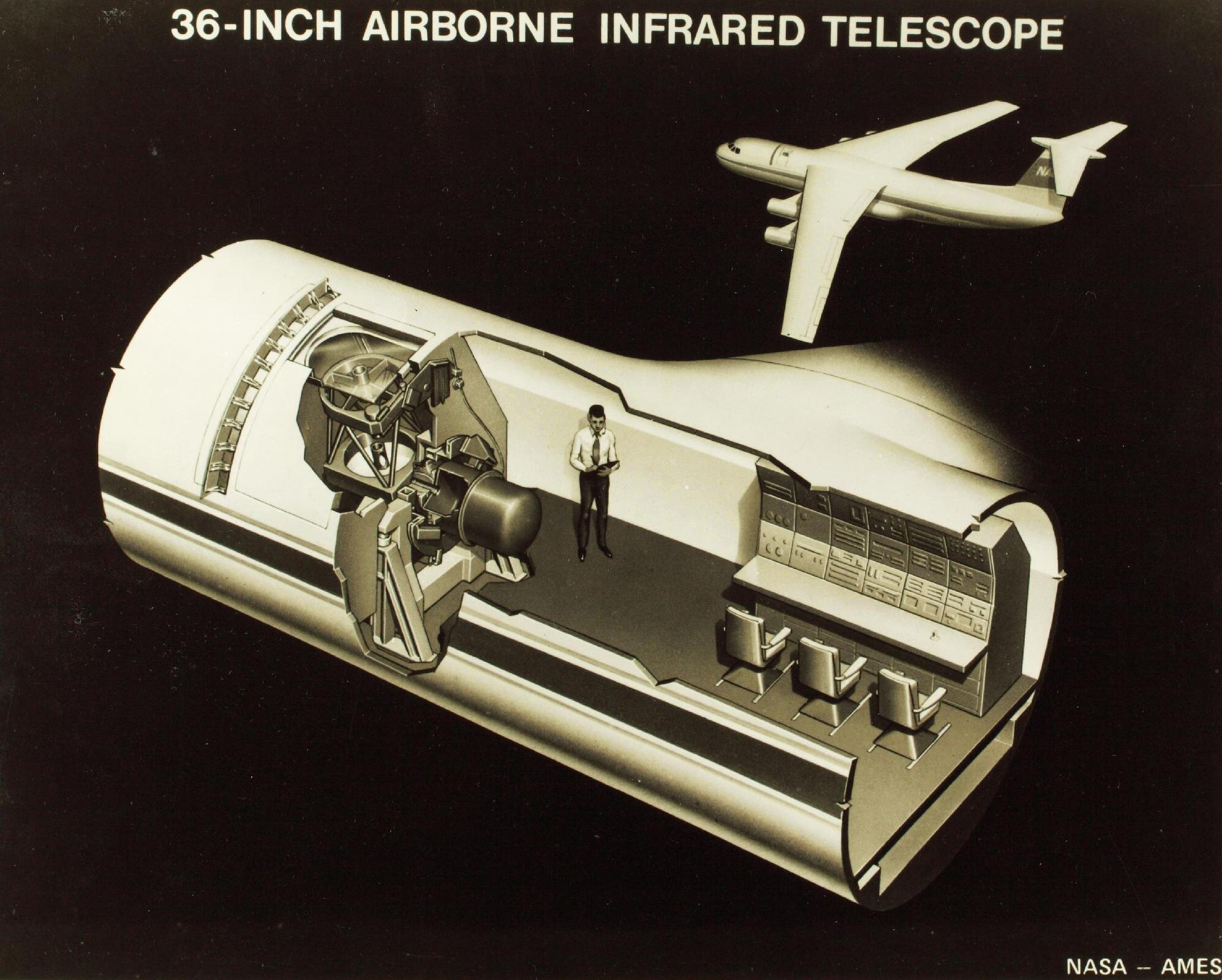
Teleskop und Bedienerbereich im KAO